# ميمينسينغ
تُعتبر ميمينسينغ واحدة من أقدم 16 محافظة في بنغلاديش أسستها شركة الهند الشرقية البريطانية في 1 مايو1787. إنها مركز مالي رئيسي وتعليمي في شمال وسط بنغلاديش وتتمتع بتاريخ سياسي وثقافي غني. في المراحل الأولى لتأسيس المدينة كانت تحمل الاسم نصير أباد نسبة لناصر الدين نصرت شاه والذي كان سلطاناً للبنغال في الفترة ما بين 1519 إلى 1533. خلال العهد البريطاني، كان معظم سكان المدينة من الهندوس، وكانت المدينة آنذاك تحت حكم بانيك زامندارس.
وميمينسينغ هي المقر الرئيسي الثامن ضمن الدوائر الإدارية البنغلاديشية الثمانية والمجلس البلدي الثاني عشرفي بنغلاديش. ووفقًا لوزارة الإدارة العامة، تأتي ميمينسينغ في المرتبة الرابعة من حيث المحافظة.
تبلغ الكثافة السكانية في مدينة ميمينسينغ 44458 شخص في كل كيلومتر مربع (115150 شخص في ميل مربع) وهي ثاني أكثر المدن كثافة سكانية في بنغلاديش. وتستقطب مدينة ميمينسينغ 25 في المائة من السياح الصحيين الذين يزورون بنغلاديش للعلاج. وميمينسينغ (Mymensingh) كلمة مؤنجلزة من الاسم الأصلي مؤمن سينغ، في إشارة إلى حاكم مسلم يُدعى شاه مؤمن أو مومين سينغ، وهو حاكم مسلم من أصل بنغالي. ويبلغ ارتفاعها أكثر من 19 مترًا فوق مستوى سطح البحر، وهي أعلى المدن الرئيسية في بنغلاديش. وترتبط ميمينسينغ بنهر براهمابوترا القديم، ولحاف مصنوع يدويًا يسمى ناكشيكانثا (البنغالية: নকশীকাঁথা) وقصة غنائية ريفية تسمى ميمنسينغها غيتيكا.

## تاريخ

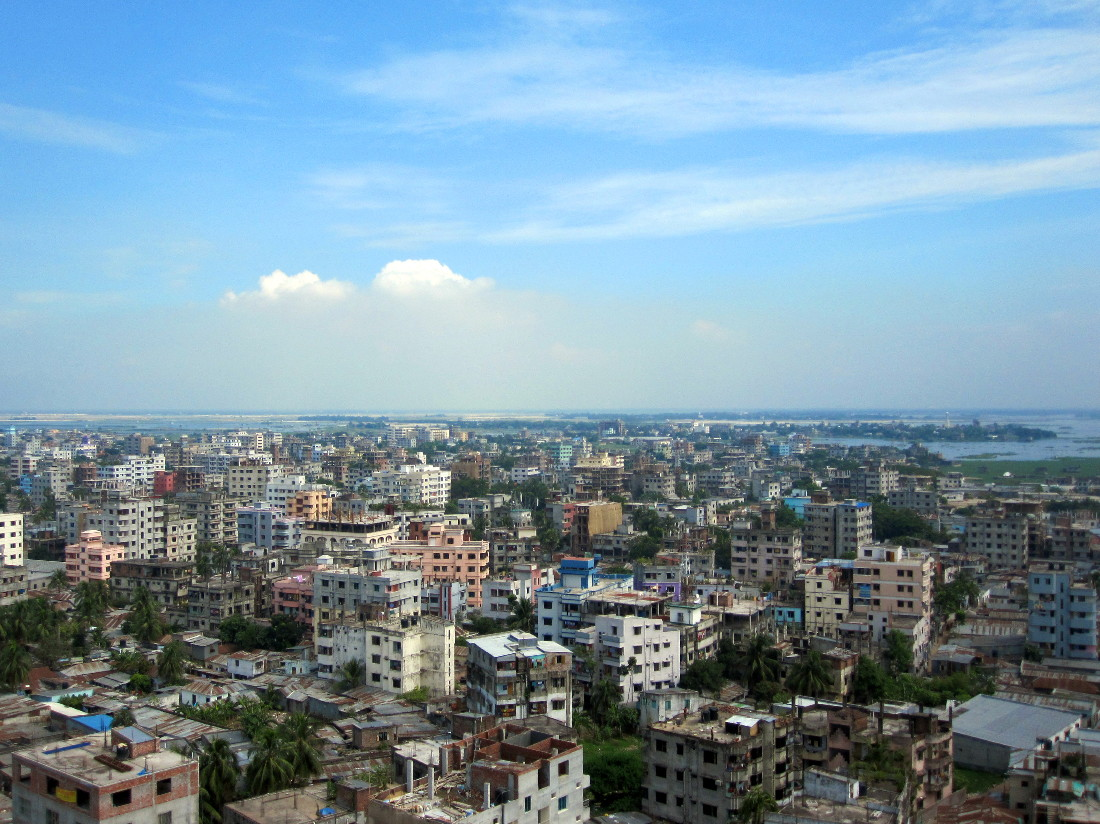
ميمينسينغ

## الاقتصاد

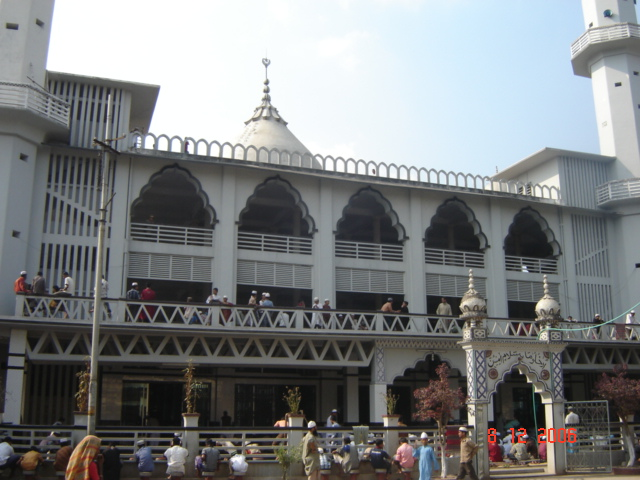
مسجد بورو في ميمينسينغ

تاريخياً، كانت ميمينسينغ تشتهر بإنتاج الجوت الذي كان يطلق عليه «الألياف الذهبية» بسبب الإيرادات المالية الكبيرة والمهمة التي كان يخلفها. لكن وبعد ارتفاع الطلب على أكياس البوليثين وغيرها من الأسباب الاقتصادية، إنخفضت صناعة الجوت بشكل كبير. ويوجد في ميمينسينغ أيضًا عدد كبير من السكان المحليين الذين يكسبون رزقهم في مهن بسيطة كالباعة المتجولين، وسائقي سيارات الأجرة، وسائقي عربات الريكشا، والميكانيكيين وغيرهم من المهن المُشابهة. كما يعتبر القطاع الفلاحي من أهم القطاعات التي تُساهم في الناتج المحلي الإجمالي، ويليه قطاع الخدمات المتنامي في المدينة. وقد أدى الطلب المُتزايد على إستهلاك الأسماك سواء في الأسواق المحلية أو العالمية إلى إتاحة فرصة جديدة للصيادين المحليين وكذلك لرجال الأعمال لإستغلال قطاع الصيد البحري في ميمينسينغ، وهو اليوم قطاع مُهم للغاية بالنسبة للاقتصاد. وقد تجلى ذلك في قيام السكان المحليين بتغيير حقول الأرز إلى أحواض لزراعة وإنتاج الأسماك. وتشتهر المدينة بإنتاج القريدس والذي يصل أحيانًا إلى حجم كبير جدًا في فصل الشتاء، يباع في ميمنسنغ بأعداد كبيرة.

## الديانة
ميمينسينغ هي واحدة من المدن في بنغلاديش حيث يتعايش ويجتمع المسلمون والهندوس معاً، ويتم الاحتفال في المدينة بمختلف أنواع المهرجانات الدينية.

## الثقافة

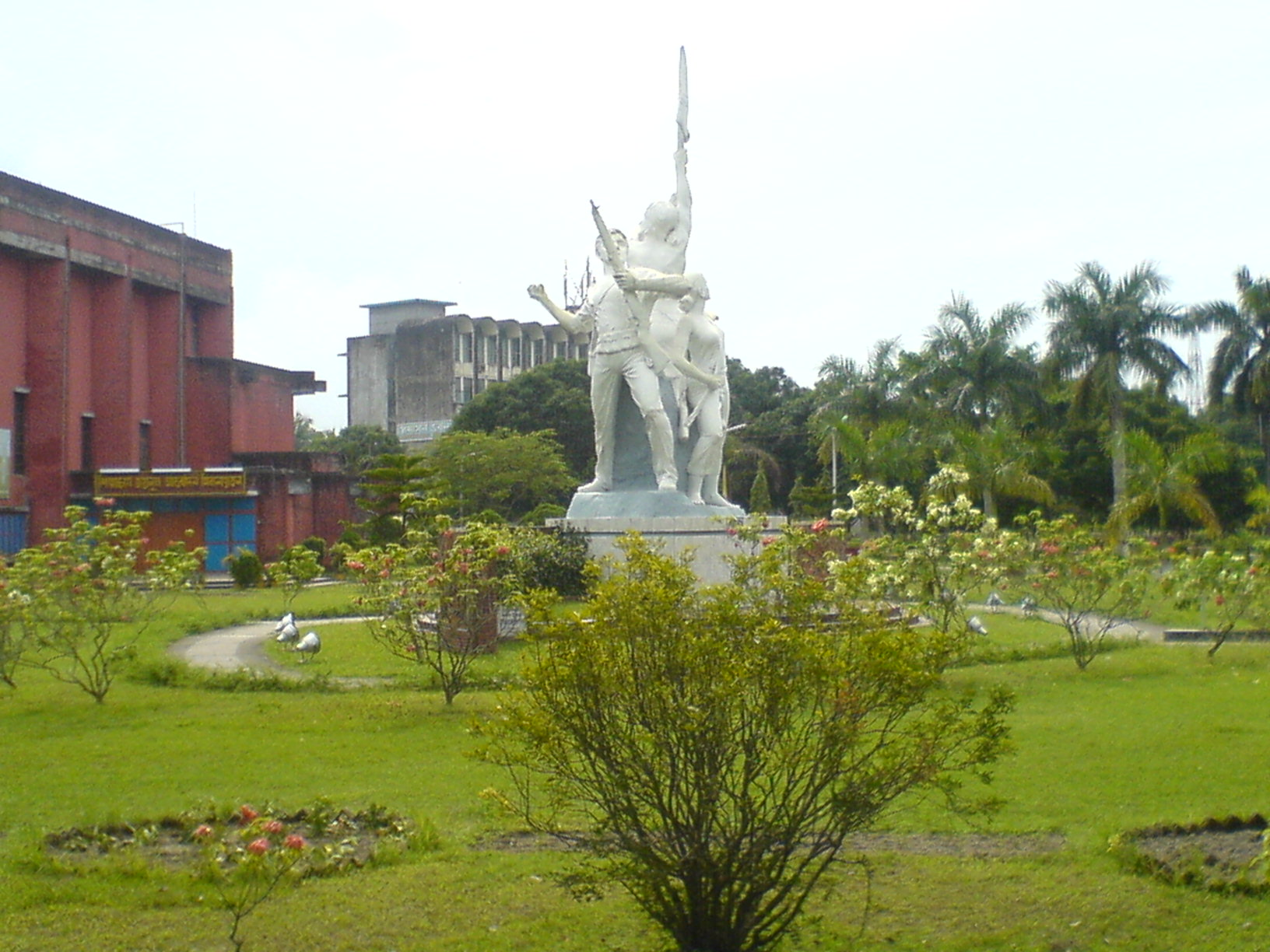
جامعة بنغلاديش للزراعة غي ميمينسينغ

تتوفر ميمينسينغ على العديد من المتاحف التي تؤرخ لتاريخها القديم، ومن بين هذه المتاحف نجد متحف ميمينسينغ والذي بني في عام 1969، ومُتحف زين العابدين والذي أنشأ في عام 1975، بالإضافة إلى مُتحف الأسماك والتنوع البيولوجي والذي تُشرف عليه جامعة بنغلاديش الزراعية.
يُعتبر ألكسندر كاسل واحداً من أبرز المباني التاريخية في ميمينسينغ، ويطلق عليه محلياً اسم لُوهار كُوتير.

## التعليم
تُسمى مدينة مينسينغ بمدينة التعليم، ويرجع سبب تسميتها بهذا الاسم إلى كثرة الجامعات والمدارس بها، حيث يأتي العديد من الطلاب من مناطق أخرى للإستقرار بها من أجل للتعليم.

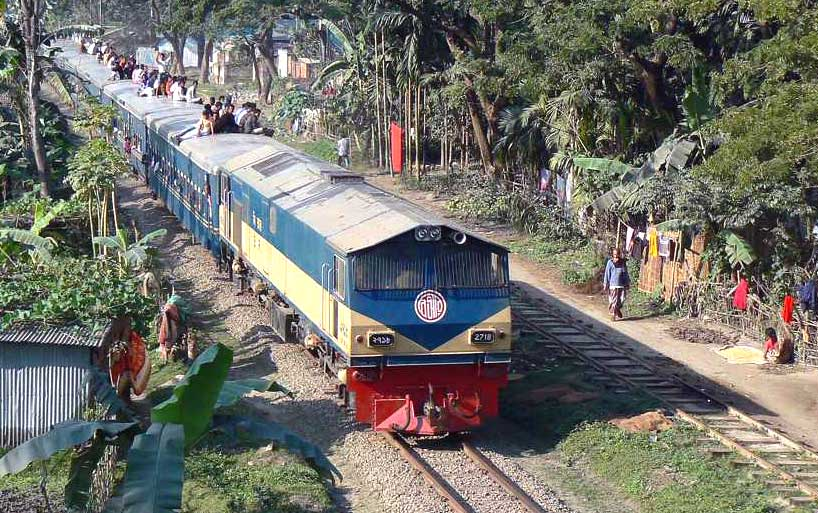
أحد القطارات الرابطة بين ميمينسينغ ودكا

## النقل
تقع ميمينسينغ على بعد 120 كلم من العاصمة دكا، وقد تم ربط ميمينسينغ مع دكا بخطوط السكك الحديدية منذ 1865، ويعتبر القطار أرخص وسيلة نقل للوصول لميمينسينغ، وتستغرق الرحلة بين ميمينسينغ ودكا بالقطار حوالي 3 ساعات.